# Cloak & Dagger
Marvel's Cloak & Dagger, of simpelweg Cloak & Dagger, is een Amerikaanse televisieserie van ABC, ontwikkeld door Joe Pokaski en gebaseerd op het gelijknamige duo van Marvel Comics, bedacht door Bill Mantlo en Ed Hannigan. Het speelt zich af in het Marvel Cinematic Universe (MCU) en werd geproduceerd door ABC Studios en Marvel Television in samenwerking met Wandering Rock Productions. De hoofdrollen worden vertolkt door Olivia Holt en Aubrey Joseph. De serie speelt zich in hetzelfde universum af als Runaways. De serie bestaat uit twee seizoenen. Na twee seizoenen werd de serie geannuleerd.

## Verhaal
In New Orleans verkrijgen twee tieners van verschillende achtergronden, Tandy Bowen en Tyrone Johnson, superkrachten na het ineenstorten van een golfplatform van Roxxon. Nadat hun de vriendschap tussen Tandy en Tyrone groeit, komen ze er beide achter dat elkaars krachten gezamenlijk beter werken en gebruiken ze deze om de wereld te helpen. Samen vormen ze het duo Cloak & Dagger.
In het tweede seizoen komen Cloak & Dagger in actie tegen een vrouw genaamd Andre Deschaine en nemen ze het op tegen Brigid O'Reilly, een burgerwacht beter bekend onder de naam Mayhem.

## Rolverdeling
| Acteur             | Personage                   |
| ------------------ | --------------------------- |
| Olivia Holt        | Tandy Bowen / Dagger        |
| Aubrey Joseph      | Tyrone Johnson / Cloak      |
| Gloria Reuben      | Adina Johnson               |
| Andrea Roth        | Melissa Bowen               |
| J.D. Evermore      | James Connors               |
| Miles Mussenden    | Otis Johnson                |
| Carl Lunstedt      | Liam Walsh                  |
| Emma Lahana        | Brigid O'Reilly / Mayhem    |
| Jaime Zevallos     | Francis Delgado             |
| Wayne Péré         | Peter Scarborough           |
| Noëlle Renée Bercy | Evita Fusilier              |
| Dalon J. Holland   | Duane Porter                |
| Andy Dylan         | Nathan Bowen                |
| Marqus Clae        | Billy Johnson               |
| Lane Miller        | Kenneth Fuchs               |
| Gralen Banks       | Choo Choo Broussard         |
| Angela Davis       | Chantelle Fussilier         |
| Ally Maki          | Mina Hess                   |
| Tim Kang           | Ivan Hess                   |
| Dilshad Vadsaria   | Avandalia "Lia" Dewan       |
| Brooklyn McLinn    | Andre Deschaine / D'Spayre: |
| Cecilia Leal       | Mikayla Bell                |
| Joshua J. Williams | Solomon                     |

## Afleveringen

### Seizoen 1 (2018)
| Afl. | Titel               | Regie                 | Scenario                                      | Originele releasedatum |
| ---- | ------------------- | --------------------- | --------------------------------------------- | ---------------------- |
| 1    | "First Light"       | Gina Prince-Bythewood | Joe Pokaski                                   | 7 juni 2018            |
| 2    | "Suicide Sprints"   | Alex Garcia Lopez     | Joe Pokaski                                   | 7 juni 2018            |
| 3    | "Stained Glass"     | Peter Hoar            | Ariella Blejer, Dawn Kamoche & Peter Calloway | 14 juni 2018           |
| 4    | "Call/Response"     | Ami Canaan Mann       | Christine Boylan & Marcus J. Guillory         | 21 juni 2018           |
| 5    | "Princeton Offense" | Ry Russo-Young        | Niceole R. Levy & Joe Pokaski                 | 28 juni 2018           |
| 6    | "Funhouse Mirrors"  | Jennifer Phang        | J. Holtham & Jenny Klein                      | 5 juli 2018            |
| 7    | "Lotus Eaters"      | Paul Edwards          | Joe Pokaski & Peter Calloway                  | 12 juli 2018           |
| 8    | "Ghost Stories"     | Alex Garcia Lopez     | Christine Boylan & Jenny Klein                | 19 juli 2018           |
| 9    | "Back Breaker"      | Jeff Woolnough        | Niceole R. Levy & Peter Calloway              | 26 juli 2018           |
| 10   | "Colony Collapse"   | Wayne Yip             | Joe Pokaski                                   | 2 augustus 2018        |

### Seizoen 2 (2019)
| Afl. | Titel               | Regie             | Scenario                          | Originele releasedatum |
| ---- | ------------------- | ----------------- | --------------------------------- | ---------------------- |
| 1    | "Restless Energy"   | Jennifer Phang    | Joe Pokaski                       | 4 april 2019           |
| 2    | "White Lines"       | Jeff Woolnough    | Peter Calloway & Niceole R. Levy  | 4 april 2019           |
| 3    | "Shadow Selves"     | Matt Hestings     | Kate Rorick & Marcus J. Guillory  | 11 april 2019          |
| 4    | "Rabbit Hold"       | Amanda Row        | Joy Kecken & J. Holtham           | 18 april 2019          |
| 5    | "Alignment Chart"   | Rachel Goldberg   | Peter Calloway & Niceole R. Levy  | 25 april 2019          |
| 6    | "B Sides"           | Lauren Wolkstein  | Kate Rorick & Pornsak Pichetshote | 2 mei 2019             |
| 7    | "Vikingtown Sounds" | Joe Pokaski       | Joe Pokaski                       | 9 mei 2019             |
| 8    | "Two Player"        | Jessika Borsiczky | Kate Rorick & Joy Kecken          | 16 mei 2019            |
| 9    | "Blue Note"         | Ami Canaan Mann   | Alexandra Kenyon & Peter Calloway | 23 mei 2019            |
| 10   | "Level Up"          | Philip John       | Joe Pokaski                       | 30 mei 2019            |